# Víctor Mideros
Víctor Mideros Almeida (San Antonio de Ibarra, 28 de março de 1888 – Quito, 9 de outubro de 1967) foi um pintor equatoriano. Ele é considerado o artista mais representativo do simbolismo no Equador e um dos mais singulares na América, pintando temas de vertente místico-religiosa. Através de suas obras, ele buscou fazer uma renovação espiritual na cidade de Quito.

## Biografia
Nasceu no povoado de San Antonio de Ibarra o 28 de março de 1888, sendo filho legítimo do terrateniente e comerciante Federico Mideros e sua esposa, Carmen Almeida. Seus irmãos Enrique e Luis também se destacaram nos campos da pintura e a escultura respectivamente. Cursou seus estudos formais primários em seu povoado natal, enquanto fez ensino secundário no Colégio Seminário da cidade de Ibarra, onde se graduou em 1905.

### Vida familiar
Casou-se com María Eloísa Navarrete Torres ao redor de 1930, com quem teve quatro filhos:
- Boanerges Mideros Navarrete, pintor
- Raúl Mideros Navarrete, arquiteto
- Enma Mideros Navarrete, religiosa
- Mariana Mideros Navarrete, religiosa

Ao final de sua vida padecia de afecções cardíacas e faleceu na cidade de Quito em 9 de outubro de 1967, aos 81 anos de idade, deixando inconclusa sua obra Maranatha (Vem, Espírito Divino). Viveu em seus últimos anos numa grande casa de esquina localizada na avenida 10 de Agosto e rua Portoviejo, onde também tinha seu estúdio de arte.

### Formação artística
Após ter aprendido desde cedo as bases da aquarela e a pintura ao óleo nas oficinas dos mestres Luis Touro Moreno e Rafael Troya, em 1906 Mideros viajou a Quito para seguir medicina na Universidade Central, simultaneamente estudando na Escola de Belas Artes. Em 1915 obteve a medalha de ouro na Exposição Nacional. Ao ano seguinte ganhou o prêmio de pintura de figura humana na II Exposição Anual de Belas Artes com um retrato de Inés Navarro Gardin, uma jovem quitenha a quem dava aulas de pintura. Em 1917 conseguiu o primeiro prêmio da primeira edição do Salão Mariano Aguilera.
Em 1918, e depois de retratar a uma das filhas do presidente Alfredo Baquerizo Moreno, este lhe nomeou secretário da Embaixada de Equador na Itália com o fim de que Mideros pudesse ampliar seus conhecimentos artísticos durante seu estadia em Roma. Antes de partir em 1919, deixou várias obras, sobretudo costumbristas que retratavam a indígenas e paisagens andinas, e o mural que decora a capela da Catedral Metropolitana onde jaz Antonio José de Sucre. Enquanto esteve na Itália, frequentou escolas de pintura italiana, inglesa e espanhola, onde pôde aperfeiçoar ainda mais sua técnica. Em 1921 viajou a França e Espanha, onde se converteu em membro do Círculo Internacional de Artistas e da Academia de Belas Artes San Fernando. Em 1922, enquanto vivia em Nova Iorque com seu irmão Luis, este sofreu um atentado do Ku Kux Klan, do qual felizmente saiu ileso, pelo que Víctor pintou em agradecimento a tela Meu Reino não é dEste Mundo, que obsequiou ao convento de Santo Domingo em Quito.
Regressou a Equador em 1924 e foi nomeado professor da Academia de Belas Artes, da qual foi também diretor entre 1933 e 1937, época na que se converteu em pintor de moda da alta sociedade quitenha. A maior parte de seu trabalho depois do regresso ao país deveu-se ao apoio de sua maior mecenas e protetora, a aristócrata viúva María Augusta Urrutia, para quem pintou, entre outras obras, uma famosa série de sete arcanjos.

## Técnica e apreciação

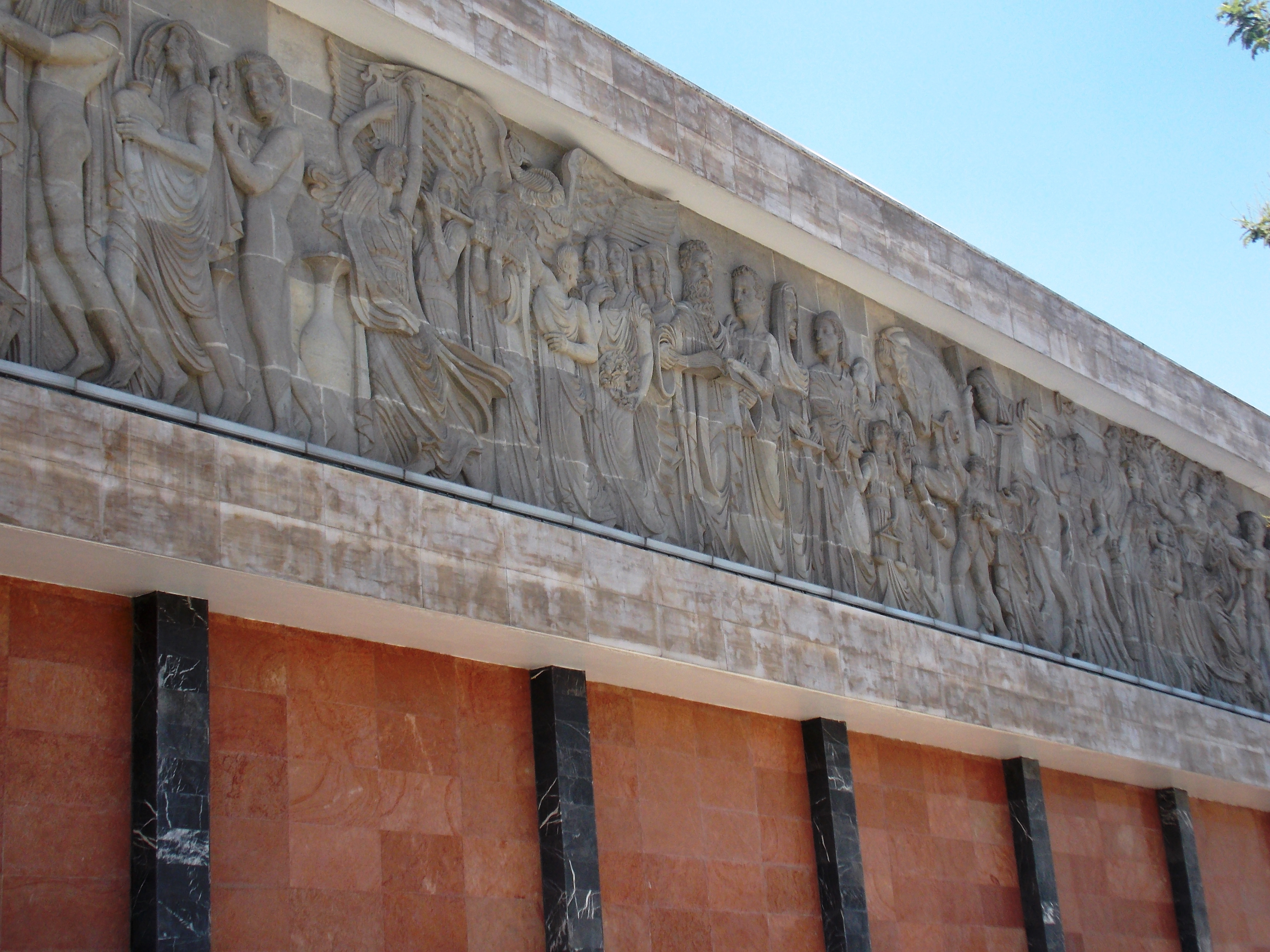
"Síntese da História do Equador". Friso exterior da fachada do Palácio Legislativo de Equador

Pode-se afirmar que a obra de Mideros, iniciada dentro de um naturalismo de tendência impressionista, atingiu seus maior valor no tema religioso, na qual matizou com certo esoterismo de raiz simbólica e clara origem rosacruciana. Ele mesmo costumava dizer que pintava suas obras com a paleta de Deus, porque utilizava as sete cores do arco íris e um profundo estudo da cor, conseguindo assim iluminar suas pinturas.
Juízes, profetas, a Virgem e Cristo nos estertores de sua agonia ou na impotente majestade de sua resurreição, encarnam os motivos fundamentais deste pintor, que encontrou na Bíblia um manancial perene de inspiração. Estranhos sinais de presságio imprimem em sua obra um matiz mais que místico, religioso. Críticos da sua arte consideram que nela se adivinham e vislumbram invisíveis resplendores da cidade de Deus, sempre diluída na mais longínqua perspectiva, como uma promessa inalcançável.

Segundo Rodríguez Castelo:
"Mideros pintava numa luz penumbrosa, com olhos de iluminado, vestido com um grande gorro de pele. Tinha dado definitivamente o passo do simbolismo - que é tão rico e fundo poeticamente - à alegoria que não é senão um tipo de amplificação retórica. Sua pintura não era já enigmática: era catequética."

Foi ponderado pelo grande poeta José Rumazo González na publicação titulada "A Arte de Mideros", onde o qualifica como um autor religioso continuador da longa tradição pictórica de Equador junto a artistas como Miguel de Santiago, Nicolás Javier de Goríbar, Manuel de Samaniego, e Joaquín Pinto. De todos eles, traçaria o paralelismo entre Goríbar e Mideros através da série de Os Profetas do primeiro e Os Heraldos do segundo. Enalteceria a ficção como tema da seguinte maneira:
"O autor da Dor de Pensar tem compreendido que a arte demasiada naturalista liquidou sua missão quando se fizeram à luz as descobertas mecânicas para reproduzir as coisas, por isto, desde faz muito tempo tem ido à deformação, já pela anatomia, já pela cor, até faz pouco tempo dentro do antigo organismo das partes da composição, e muito novamente com um construtivismo plástico próprio dela."

## Obra
Suas obras mais conhecidas são:
- Quadros da Iglesia de La Merced

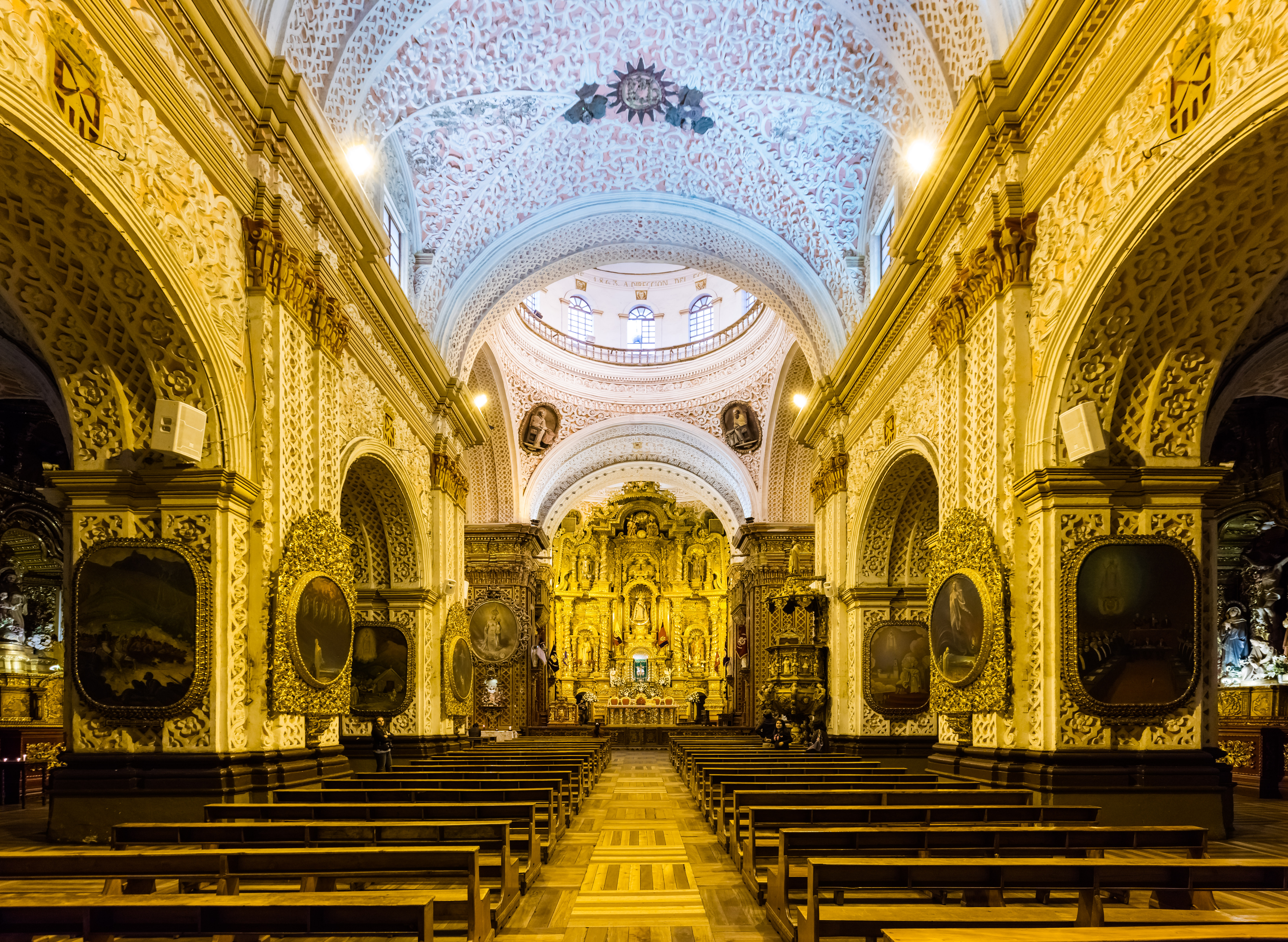
Nave central da Igreja de La Merced, onde se encontram várias pinturas de Victor Mideros

- Os dez quadros dedicados a Santa Mariana de Jesús
- Espejo de Justicia
- Dibujos y bocetos: arte cósmica
- Quadros dedicados ao milenarismo, como Escrituras, Profecías y Revelaciones
- Los siete días de la creación
- Santo predicando a las avecillas del Señor
- Alma mía
- Retrato de los siete arcángeles
- El Camino de la vida
- Las dos Sombras
- El peregrino
- El dolor de pensar
- Castillo iluminado
- Las tres visiones
- Puerta del misterio
- Etapas del alma
- Palingenesia
- Las siete esferas del color
- Señales del segundo advenimiento
- El maestro
- Pinturas com indigenistas como o quadro Inti-Raimi
- Síntese da História do Equador, mural do Palacio Legislativo

## Reconhecimentos

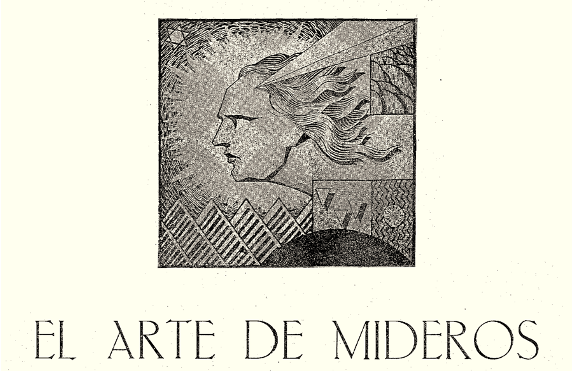
Capa da crítica escrita por seu amigo, José Rumazo

### Prêmios
- Medalha de ouro na Exposição Nacional (1915)
- Prêmio à pintura de figura humana na II Exposição Anual de Belas Artes (1916)
- Primeiro prêmio do Salão Mariano Aguilera (1917)
- Primeiro prêmio do Salão Mariano Aguilera (1924)
- Primeiro prêmio do Salão Mariano Aguilera (1956)

### Distinções
Entre outras, Víctor Mideros foi condecorado com as seguintes distinções honoríficas por seu trabalho:
- Membro da Academia de Belas Artes San Fernando (Espanha, 1921)
- Caballero Grande Cruz da Ordem de Boyacá (Colômbia, 1943)
- Caballero da Ordem das Palmas Acadêmicas (França)
- Caballero Grande Cruz da Ordem Nacional ao Mérito (Equador)